# Relaciones Japón-Reino Unido
Las relaciones Japón-Reino Unido son las relaciones bilaterales y diplomáticas que tienen estos países entre sí.

## Historia

### Segunda Guerra Mundial
El 8 de diciembre de 1941, tras los ataques japoneses a Malasia, Singapur , Hong Kong y Nauru, el Reino Unido decidió declararle la guerra a Japón. El secretario de Estado británico para Asuntos Exteriores, Anthony Eden, estaba en tránsito hacia Moscú en ese momento, por lo que el primer ministro Winston Churchill estaba a cargo del Ministerio de Asuntos Exteriores.
La última batalla terrestre importante de la Segunda Guerra Mundial en la que participaron fuerzas británicas y japonesas tuvo lugar en Birmania: un intento fallido de ruptura japonés en Pegu Yomas. Al final de la guerra, las tropas británicas despliegan personal rendido japonés durante la primera guerra de Indochina y la Revolución indonesia en la Indochina francesa y las Indias Orientales Holandesas. El comandante de batallón, el mayor Kido, es recomendado por el general Philip Christison para una Orden del Servicio Distinguido.

### Años posteriores a la Guerra
Durante el Tratado de San Francisco de 1952, el gobierno japonés acepta las sentencias del Tribunal Penal Militar Internacional para el Lejano Oriente. Según Peter Lowe, los británicos todavía estaban enfadados por la humillación de la rendición de Singapur en 1942; resentidos por el dominio estadounidense de la ocupación de Japón; aprensión por la renovada competencia japonesa en los sectores textil y de construcción naval; y amargura por las atrocidades japonesas contra los prisioneros de guerra británicos.
Hirohito y su esposa, la emperatriz Nagako, realizan una sorpresiva visita a territorio británico, la primera del entonces emperador desde el fin de la Segunda Guerra Mundial. Esto puso de relieve la creciente buena voluntad entre Gran Bretaña y Japón en sus políticas de relaciones exteriores.
En 1998, el emperador Akihito y la emperatriz Michiko realizan una visita de Estado al Reino Unido.

### Actualidad
A raíz del terremoto y tsunami que afrontó Japón el 11 de marzo de 2011, el gobierno británico envió equipos de rescate con perros de rescate y suministros para ayudar a los japoneses.
En junio de 2022, el JS Kashima hizo escala en el puerto londinense como parte de un evento de intercambio entre Japón y Gran Bretaña y para conmemorar el 120 aniversario de la Alianza anglo-japonesa.
El 11 de enero de 2023, el primer ministro japonés Fumio Kishida y el primer ministro británico Rishi Sunak firmaron un pacto de defensa durante la visita de Kishida a Londres que permitirá a ambas naciones desplegar tropas en los países del otro. El Reino Unido será el primer país europeo en tener un acuerdo de acceso recíproco de este tipo con Japón, y el gobierno británico describe el pacto como el más importante de su tipo desde la alianza anglo-japonesa de 1902. El pacto se firmó en la Torre de Londres, donde Kishida y Sunak vieron la armadura japonesa entregada al rey Jacobo VI y I por el shōgun Tokugawa Hidetada para marcar el primer acuerdo comercial entre los dos países. También discutieron la membresía del Reino Unido al Acuerdo Amplio y Progresista de Asociación Transpacífico (CPTPP).

## Misiones diplomáticas
- Japón tiene una embajada en Londres.
- Reino Unido tiene una embajada en Tokio.[7]